# Пітер Лорімер
Пітер Лорімер (англ. Peter Lorimer, 14 грудня 1946, Данді — 20 березня 2021) — колишній шотландський футболіст, що грав на позиції півзахисника.
Виступав, зокрема, за клуб «Лідс Юнайтед», а також національну збірну Шотландії. У 2014 році був включений в Зал слави шотландського футболу.

## Клубна кар'єра
У дорослому футболі дебютував 1963 року виступами за команду клубу «Лідс Юнайтед», в якій провів шістнадцять сезонів, взявши участь у 449 матчах чемпіонату. Більшість часу, проведеного у складі «Лідс Юнайтед», був основним гравцем команди і одним з головних бомбардирів команди, маючи середню результативність на рівні 0,34 голу за гру першості. За роки проведені в «Лідсі» Лоример разом з командою зумів перемогти у всіх основних англійських турнірах, а також зіграв у фіналі всіх трьох єврокубків.
На початку 80-х років кар'єра Лорімера наближалася до завершення і він її продовжив у північній Америці, граючи за канадські клуби «Торонто Бліззард» та «Ванкувер Вайткепс». Крім того у сезоні 1979/80 грав у англійському Четвертому дивізіоні за «Йорк Сіті», а у сезоні 1982/83 — за вищоліговий ірландський «Університетський коледж Дубліна».
Завершив професійну ігрову кар'єру у рідному «Лідс Юнайтед», куди повернувся у 1983 році і провів у ньому ще три сезони, завершивши кар'єру в 39 років.

## Виступи за збірну
5 листопада 1969 року дебютував в офіційних іграх у складі національної збірної Шотландії в матчі зі збірною Австрії. 
У складі збірної був учасником чемпіонату світу 1974 року у ФРН, на якому взяв участь у всіх трьох матчах своєї збірної і відзначився голом у ворота збірної Заїру.
Протягом кар'єри у національній команді, яка тривала 8 років, провів у формі головної команди країни 21 матч, забивши 4 голи.

## Статистика виступів
| Клуб                     | Сезон                    | Ліга | Ліга | Кубки | Кубки | Єврокубки | Єврокубки | Інші | Інші | Разом | Разом |
| Клуб                     | Сезон                    | Ігри | Голи | Ігри  | Голи  | Ігри      | Голи      | Ігри | Голи | Ігри  | Голи  |
| ------------------------ | ------------------------ | ---- | ---- | ----- | ----- | --------- | --------- | ---- | ---- | ----- | ----- |
| Лідс Юнайтед             | 1962/63                  | 1    | 0    | 0     | 0     | -         | -         | 0    | 0    | 1     | 0     |
| Лідс Юнайтед             | 1963/64                  | 0    | 0    | 1     | 0     | -         | -         | 0    | 0    | 1     | 0     |
| Лідс Юнайтед             | 1964/65                  | 1    | 0    | 0     | 0     | 0         | 0         | 1    | 0    | 2     | 0     |
| Лідс Юнайтед             | 1965/66                  | 34   | 13   | 2     | 3     | 9         | 3         | 1    | 0    | 46    | 19    |
| Лідс Юнайтед             | 1966/67                  | 30   | 9    | 8     | 4     | 5         | 1         | 0    | 0    | 43    | 14    |
| Лідс Юнайтед             | 1967/68                  | 37   | 16   | 11    | 6     | 12        | 8         | 0    | 0    | 60    | 30    |
| Лідс Юнайтед             | 1968/69                  | 29   | 9    | 5     | 1     | 7         | 3         | 2    | 2    | 43    | 15    |
| Лідс Юнайтед             | 1969/70                  | 39   | 14   | 11    | 2     | 7         | 3         | 1    | 0    | 58    | 19    |
| Лідс Юнайтед             | 1970/71                  | 38   | 12   | 5     | 2     | 10        | 5         | 1    | 0    | 54    | 19    |
| Лідс Юнайтед             | 1971/72                  | 42   | 23   | 11    | 5     | 3         | 1         | 2    | 4    | 58    | 33    |
| Лідс Юнайтед             | 1972/73                  | 41   | 15   | 13    | 6     | 9         | 2         | 2    | 2    | 65    | 25    |
| Лідс Юнайтед             | 1973/74                  | 37   | 12   | 5     | 2     | 5         | 0         | 1    | 0    | 48    | 14    |
| Лідс Юнайтед             | 1974/75                  | 36   | 9    | 9     | 3     | 8         | 4         | 1    | 0    | 54    | 16    |
| Лідс Юнайтед             | 1975/76                  | 29   | 10   | 4     | 1     | 0         | 0         | 2    | 1    | 35    | 12    |
| Лідс Юнайтед             | 1976/77                  | 26   | 3    | 2     | 0     | 0         | 0         | 2    | 3    | 30    | 6     |
| Лідс Юнайтед             | 1977/78                  | 28   | 6    | 4     | 3     | 0         | 0         | 1    | 0    | 33    | 9     |
| Лідс Юнайтед             | 1978/79                  | 3    | 0    | 1     | 0     | 0         | 0         | 1    | 0    | 5     | 0     |
| Лідс Юнайтед             | Разом                    | 451  | 151  | 92    | 38    | 75        | 30        | 18   | 12   | 636   | 231   |
| Кейптаун Сіті (оренда)   | 1971                     | 6    | 8    | -     | -     | -         | -         | 0    | 0    | 6     | 8     |
| Кейптаун Сіті (оренда)   | Разом                    | 6    | 8    | 0     | 0     | 0         | 0         | 0    | 0    | 6     | 8     |
| Йорк Сіті                | 1979/80                  | 29   | 8    | 3     | 1     | -         | -         | 0    | 0    | 32    | 9     |
| Йорк Сіті                | Разом                    | 29   | 8    | 3     | 1     | 0         | 0         | 0    | 0    | 32    | 9     |
| Торонто Бліззард         | 1979                     | 31   | 9    | -     | -     | -         | -         | -    | -    | 31    | 9     |
| Торонто Бліззард         | 1980                     | 18   | 2    | -     | -     | -         | -         | -    | -    | 18    | 2     |
| Торонто Бліззард         | Разом                    | 49   | 11   | 0     | 0     | 0         | 0         | 0    | 0    | 49    | 11    |
| Ванкувер Вайткепс        | 1981                     | 28   | 8    | -     | -     | -         | -         | -    | -    | 28    | 8     |
| Ванкувер Вайткепс        | 1982                     | 31   | 11   | -     | -     | -         | -         | -    | -    | 31    | 11    |
| Ванкувер Вайткепс        | 1983                     | 28   | 4    | -     | -     | -         | -         | -    | -    | 28    | 4     |
| Ванкувер Вайткепс        | Разом                    | 87   | 23   | 0     | 0     | 0         | 0         | 0    | 0    | 87    | 23    |
| УКД                      | 1982/83                  | 3    | 0    | 0     | 0     | 0         | 0         | 0    | 0    | 3     | 0     |
| УКД                      | Разом                    | 3    | 0    | 0     | 0     | 0         | 0         | 0    | 0    | 3     | 0     |
| Лідс Юнайтед             | 1983/84                  | 22   | 4    | 3     | 0     | -         | -         | 0    | 0    | 25    | 4     |
| Лідс Юнайтед             | 1984/85                  | 40   | 9    | 4     | 1     | -         | -         | 3    | 3    | 47    | 13    |
| Лідс Юнайтед             | 1985/86                  | 14   | 4    | 2     | 0     | -         | -         | 5    | 2    | 21    | 6     |
| Лідс Юнайтед             | Разом                    | 76   | 17   | 9     | 1     | 0         | 0         | 8    | 5    | 93    | 23    |
| Усього за «Лідс Юнайтед» | Усього за «Лідс Юнайтед» | 527  | 168  | 101   | 39    | 75        | 30        | 26   | 17   | 729   | 254   |
| Всього за кар'єру        | Всього за кар'єру        | 701  | 218  | 104   | 40    | 75        | 30        | 26   | 17   | 906   | 305   |

## Досягнення
- Чемпіон Англії (2): 1968–69, 1973–74
- Володар Кубка Англії: 1971–72
- Володар Кубка Футбольної ліги: 1967–68
- Володар Суперкубка Англії: 1969
- Володар Кубка ярмарок (2): 1967–68, 1970–71
- Фіналіст Кубка володарів кубків УЄФА: 1972–73
- Фіналіст Кубка європейських чемпіонів: 1974–75
- Найкращий бомбардир Кубка ярмарок: 1967–68
- Найкращий бомбардир в історії «Лідс Юнайтед»: 238 голів